# Wind Cave
Wind Cave est une grotte américaine dans le comté de Custer, au Dakota du Sud. Protégée au sein du parc national de Wind Cave, dans les Black Hills, cette grotte touristique est accessible en ascenseur.